# Agrias pseudoeleonora
Agrias pseudoeleonora är en fjärilsart som beskrevs av Peter William Michael 1930. Agrias pseudoeleonora ingår i släktet Agrias och familjen praktfjärilar. Inga underarter finns listade i Catalogue of Life.